# Яхалом, Йосеф
Йосеф Яалом (ивр. יוסף יהלום‎, род. 11 апреля 1941) — профессор по литературе на иврите в Еврейском университете, с 1983 года член Академии иврита.

## Биография
Йосеф Яалом родился в Хайфе 11 апреля 1941. Его родители были беженцами из Европы и прибыли в Палестину незадолго до начала Второй Мировой войны. В 1960 году он окончил курсы учителей им. Лившица в Иерусалиме. В 1962 получил первую степень по языку иврит и литературе в Еврейском Университете. В 1967 там же получил вторую степень, а в 1973 защитил докторскую диссертацию.
Женат, имеет пятерых детей, живёт в Иерусалиме.

## Научная деятельность
Преподавал в Еврейском университете с 1974 года. Также был профессором на кафедре ближневосточных языков в Гарварде, преподавал в Еврейской теологической семинарии в Нью-Йорке, в Пенсильванском университете, был профессором кафедры изучения религии в Йеле и изучения культуры в Киотском университете. В 1978 году участвовал в исследованиях генизы Тейлора-Шехтера в Кембридже.
В 1983 году был избран членом Академии иврита. С 1986 был редактором журнала Тарбиц (ивр. תרביץ‎), издаваемого Институтом иудаики Еврейского университета. В 1991 стал главой отделения литературы на иврите Еврейского университета.
В сферу его научных интересов входит еврейская лирика со времён Византийской империи (V век) до Нового времени. Многие его работы посвящены взаимосвязи еврейской поэзии с поэзией других народов региона, в частности, взаимосвязи пиюта с сирийскими и греческими православными гимнами; между еврейской лирикой в Испании и появлением романсов в Европе; между мистической еврейской лирикой в Османской империи и турецкими песнями. Он также серьёзно изучал творчество еврейского двуязычного поэта Иегуды Альхаризи.

## Награды
- 1970 — Премия Варбурга.
- 2003 — Премия Бен-Цви за достижения в изучении еврейства Палестины.
- 2012 — Литературная премия имени Бялика в номинации «Еврейская мысль».

## Книги
На английском:
- Ottoman Melodies — Hebrew Hymns: A 16th Century Cross-Cultural Adventure, Hungarian Academy, Budapest 1995, 208 pp (with A. Tietze).
- Palestinian Vocalised Piyyut Manuscripts in the Cambridge Genizah Collections, Cambridge University Press 1997, 187 pp. + 16 plts.
- Avodah: An Anthology of Ancient Poetry for Yom Kippur, (with M.D. Swartz), Pennsylvania 2005, 390 pp.

На иврите:
- «קטעי הגניזה של פיוטי יניי»
- «פיוטי שמעון בר מגס»
- «מחזור ארץ-ישראל: קודקס הגניזה»
- «שפת השיר של הפיוט הארץ-ישראלי הקדום»
- «אוצר המוושח העברי בימי הביניים»
- «אז באין כול: סדר העבודה הארץ-ישראלי הקדום ליום הכיפורים»
- «שירת בני מערבא: שירים ארמיים של יהודי ארץ-ישראל בתקופה הביזנטית»
- «פיוט ומציאות בשלהי הזמן העתיק»
- «פרקים בתורת השיר לאלעזר בן יעקב הבבלי»
- «מסעי יהודה: חמישה פרקי מסע מחורזים לאלחריזי»
- «שירת חייו של ר' יהודה הלוי»
- «ליבבתיני: מחברות אוהבים מימי הביניים»
- «כתאב אלדארר — והוא ספר פניני המוסרים ושבחי הקהלים מאת יהודה אלחריזי»
- «תחכמוני, יהודה אלחריזי»